# América Brasil
América Brasil é o quarto álbum de estúdio da carreira solo do músico brasileiro Seu Jorge, gravado em 2006 e lançado em 2007, no mercado brasileiro, e em 26 de agosto de 2008, no mercado internacional, pela gravadora EMI Records. Em 2008, a canção de América Brasil "Mina do Condomínio" foi a sexta canção mais tocada no Brasil, de acordo com a Crowley Broadcast Analysis.

## Faixas
| N.º | Título               | Compositor(es)                                                | Duração |  |
| 1.  | "América do Norte"   | Gabriel Moura, Pretinho da Serrinha, Seu Jorge                | 5:45    |  |
| 2.  | "Trabalhador"        | Seu Jorge                                                     | 6:47    |  |
| 3.  | "Burguesinha"        | Gabriel Moura, Pretinho da Serrinha, Seu Jorge                | 4:18    |  |
| 4.  | "Cuidar de Mim"      | Gabriel Moura, Rogê, Seu Jorge                                | 6:25    |  |
| 5.  | "Mina do Condomínio" | Gabriel Moura, Pierre Aderne, Pretinho da Serrinha, Seu Jorge | 6:40    |  |
| 6.  | "Mariana"            | Seu Jorge                                                     | 4:35    |  |
| 7.  | "Só no Chat"         | Gabriel Moura, Pretinho da Serrinha, Seu Jorge                | 4:39    |  |
| 8.  | "Samba Rock"         | Gabriel Moura, Jovi Joviniano                                 | 4:15    |  |
| 9.  | "Seu Olhar"          | Seu Jorge                                                     | 6:26    |  |
| 10. | "Eterna Busca"       | Gabriel Moura, Seu Jorge                                      | 2:19    |  |
| 11. | "Voz da Massa"       | Gabriel Moura, João Carlos Silva Filho                        | 7:33    |  |

| Faixas bônus |                                       |                                                               |         |  |
| N.º          | Título                                | Compositor(es)                                                | Duração |  |
| 12.          | "Mina do Condomínio (Deeplick Remix)" | Gabriel Moura, Pierre Aderne, Pretinho da Serrinha, Seu Jorge |         |  |
| 13.          | "Burguesinha (Deeplick Remix)"        | Gabriel Moura, Pretinho da Serrinha, Seu Jorge                |         |  |

## Desempenho nas paradas
| Paradas (2008) | Melhor posição |
| -------------- | -------------- |
| França (SNEP)  | 87             |